# Dixie Carter
Dixie Carter (nacida Dixie Virginia Carter; McLemoresville, Tennessee; 25 de mayo de 1939-Houston, Texas; 10 de abril de 2010) fue una actriz de cine, teatro, televisión, voz y de radio estadounidense, más conocida por su papel de Julia Sugarbaker en Designing  Women.
Se crio en su pueblo natal. Se casó con Arthur L. Carter en 1967 y se divorciaron en 1977. Con Carter tuvo dos hijas. Estuvo casada con Hal Holbrook desde 1984 hasta su muerte en 2010.

## Filmografía

### Filmes
| Año  | Título                               | Rol            | Notas           |
| ---- | ------------------------------------ | -------------- | --------------- |
| 1983 | Going Berserk                        | Angela         |                 |
| 1999 | The Big Day                          | Carol          |                 |
| 2000 | The Life & Adventures of Santa Claus | Necile (voice) | Direct-to-video |
| 2009 | That Evening Sun                     | Ellen Meecham  | (rol final)     |

### Televisión
| Año       | Título                                                  | Rol                            | Notas                                                   |
| --------- | ------------------------------------------------------- | ------------------------------ | ------------------------------------------------------- |
| 1974–76   | The Edge of Night                                       | D.A. Olivia Brandeis Henderson | Series de tv                                            |
| 1977      | The Andros Targets                                      | Rita                           | "The Killing of a Porno Queen"                          |
| 1977      | The Doctors                                             | Dr. Linda Elliott              | Regular role                                            |
| 1977–78   | On Our Own                                              | April Baxter                   | Rol principal (21 episodios)                            |
| 1979      | Out of the Blue                                         | Marion Richards                | Rol principal (12 episodios)                            |
| 1980      | OHMS                                                    | Nora Wing                      | Filme de tv                                             |
| 1981      | The Killing of Randy Webster                            | Billie Webster                 | Filme de tv                                             |
| 1982      | Cassie & Co.                                            | Evelyn Weller                  | "The Golden Silence"                                    |
| 1982      | Bret Maverick                                           | Hallie McCulloch               | "Hallie"                                                |
| 1982      | Best of the West                                        | Mae Markham                    | "The Pretty Prisoner"                                   |
| 1982      | Quincy, M.E.                                            | Dr. Alicia Ranier              | "The Face of Fear"                                      |
| 1982      | The Greatest American Hero                              | Samantha O'Neill               | "Lilacs, Mr. Maxwell"                                   |
| 1982      | Lou Grant                                               | Jessica Lindner                | "Suspect"                                               |
| 1982–83   | Filthy Rich                                             | Carlotta Beck                  | Rol principal (15 episodios)                            |
| 1984–85   | Diff'rent Strokes                                       | Maggie McKinney                | Rol regular (27 episodios)                              |
| 1986–93   | Designing Women                                         | Julia Sugarbaker               | Rol principal (163 episodios)                           |
| 1994      | A Perry Mason Mystery: The Case of the Lethal Lifestyle | Louise Archer                  | Filme de tv                                             |
| 1994      | Gambler V: Playing for Keeps                            | Lillie Langtry                 | Filme de tv                                             |
| 1994      | Christy                                                 | Julia Huddleston               | "The Sweetest Gift"                                     |
| 1995      | Dazzle                                                  | Lydie Kilkullen                | Filme de tv                                             |
| 1995      | Diagnosis: Murder                                       | D.A. Patricia Purcell          | "Murder in the Courthouse"                              |
| 1996      | Gone in the Night                                       | Ann Dowaliby                   | Filme de tv                                             |
| 1997      | Fired Up                                                | Rita                           | "Honey, I Shrunk the Turkey", "The Mother of All Gwens" |
| 1999–2000 | Ladies Man                                              | Peaches                        | Rol recurrente (9 episodios)                            |
| 1999–2002 | Family Law                                              | Randi King                     | Rol principal (68 episodios)                            |
| 2003      | Comfort and Joy                                         | Frederica                      | Filme de tv                                             |
| 2004      | Law & Order: Special Victims Unit                       | Denise Brockmorton             | "Home"                                                  |
| 2005      | Hope & Faith                                            | Joyce Shanowski                | "A Room of One's Own"                                   |
| 2006–07   | Desperate Housewives                                    | Gloria Hodge                   | Rol recurrente (7 episodios)                            |
| 2008      | Our First Christmas                                     | Evie Baer                      | Filme de tv                                             |